# سيريا بوليتي
سيريا بوليتي (بالإسبانية: Syria Poletti)‏ (10 فبراير 1919 في إيطاليا - 11 أبريل 1991، بوينس آيرس في الأرجنتين)؛ كاتِبة مُتخصِّصة في أدب الأطفال وشاعرة أرجنتينية.

## روابط خارجية
- سيريا بوليتي على موقع IMDb (الإنجليزية)